# Thymariodes areolaris
Thymariodes areolaris är en stekelart som beskrevs av Dmitriy R. Kasparyan 1988. Thymariodes areolaris ingår i släktet Thymariodes och familjen brokparasitsteklar. Inga underarter finns listade i Catalogue of Life.